# Baltic
Baltic város az Amerikai Egyesült Államok Dél-Dakota államában, Minnehaha megyében. Lakosainak száma 1246 fő (2020. április 1.).

## Népesség
A település népességének változása:

| 2010 | 1 089 |
| 2020 | 1 246 |